# Teinobasis ariel
Teinobasis ariel – gatunek ważki z rodziny łątkowatych (Coenagrionidae).